# Karlovčić
Karlovčić (Карловчић), magyar nyelven: Kiskarlóc; település Szerbiában, a Vajdaságban, a Szerémségi körzetben, Pecsince községben.

## Demográfiai változások
| 1948 | 1953 | 1961 | 1971 | 1981 | 1991 | 2002 |
| ---- | ---- | ---- | ---- | ---- | ---- | ---- |
| 1470 | 1467 | 1412 | 1147 | 1103 | 1224 | 1243 |